# Mike Maloy
Michael Alvin "Mike" Maloy (Nueva York, Nueva York, 10 de mayo de 1949 - Viena, Austria,3 de febrero de 2009) fue un jugador y entrenador de baloncesto estadounidense nacionalizado austriaco que disputó tres temporadas en la ABA, desarrollando el resto de su carrera en su país de adopción. Con 2,01 metros de estatura, jugaba en la posición de ala-pívot.

## Trayectoria deportiva

### Universidad
Jugó durante tres temporadas con los Davidson College del Davidson College, en las que promedió 19,3 puntos y 12,9 rebotes por partido. Fue segundo equipo All-American de Associated Press en 1969 y tercero en 1970.
Fue elegido Jugador del Año de la Southern Conference en sus dos últimas temporadas, en las que lideró la conferencia en anotación y rebotes, e incluido en el mejor quinteto en las tres que disputó. Es el máximo reboteador histórico de su universidad, con 1.111 rechaces.

### Profesional
Fue elegido en el puesto 157 del Draft de la NBA de 1970 por Boston Celtics, y en la octava posición del draft de la ABA por los Pittsburgh Pipers, pero acabó fichando por los Virginia Squires. En su primera temporada como suplente de Neil Johnson promedió 7,2 puntos y 4,3 rebotes por partido. Al año siguiente, tras siete partidos, fue despedido. Jugó brevemente también en los Dallas Chaparrals en la temporada 1972-73.
Se marchó a Austria, y allí jugó durante más de una década con el UBSC Wien de la Österreichische Basketball Bundesliga. En 1980 se nacionalizó austriaco, y jugó con su selección nacional.

## Estadísticas de su carrera en la ABA

### Temporada regular
| Temporada | Edad | Equipo            | Liga | Pos. | P  | TIT | MIN  | TC  | TCA | %TC  | 3P  | 3PA | %3P  | 2P  | 2PA | %2P  | TL  | TLA | %TL   | R.OF. | R.DEF. | REB | ASIS | ROB | TAP | PER | FP  | PTS |
| 1970-71   | 21   | Virginia Squires  | ABA  | PF   | 55 |     | 13.2 | 2.7 | 6.1 | .446 | 0.0 | 0.0 | .000 | 2.7 | 6.1 | .447 | 1.8 | 2.5 | .705  | 1.6   | 2.7    | 4.3 | 0.8  |     |     | 1.1 | 2.3 | 7.2 |
| 1971-72   | 22   | Virginia Squires  | ABA  | PF   | 7  |     | 10.4 | 1.7 | 5.0 | .343 | 0.0 | 0.0 |      | 1.7 | 5.0 | .343 | 0.3 | 0.3 | 1.000 | 0.9   | 1.6    | 2.4 | 0.3  |     |     | 1.3 | 2.0 | 3.7 |
| 1972-73   | 23   | Dallas Chaparrals | ABA  | PF   | 9  |     | 7.0  | 0.8 | 3.0 | .259 | 0.0 | 0.0 |      | 0.8 | 3.0 | .259 | 0.7 | 1.1 | .600  | 0.7   | 1.0    | 1.7 | 0.3  |     |     | 0.4 | 1.6 | 2.2 |
| Total     |      |                   | ABA  |      | 71 |     | 12.1 | 2.4 | 5.6 | .424 | 0.0 | 0.0 | .000 | 2.4 | 5.6 | .425 | 1.5 | 2.1 | .702  | 1.4   | 2.4    | 3.8 | 0.7  |     |     | 1.1 | 2.2 | 6.2 |

### Playoffs
| Temporada | Edad | Equipo           | Liga | Pos. | P | TIT | MIN | TC  | TCA | %TC  | 3P  | 3PA | %3P | 2P  | 2PA | %2P  | TL  | TLA | %TL | R.OF. | R.DEF. | REB | ASIS | ROB | TAP | PER | FP  | PTS |
| 1970-71   | 21   | Virginia Squires | ABA  | PF   | 1 |     | 2.0 | 1.0 | 3.0 | .333 | 0.0 | 0.0 |     | 1.0 | 3.0 | .333 | 0.0 | 0.0 |     | 0.0   | 1.0    | 1.0 | 0.0  |     |     | 1.0 | 0.0 | 2.0 |
| Total     |      |                  | ABA  |      | 1 |     | 2.0 | 1.0 | 3.0 | .333 | 0.0 | 0.0 |     | 1.0 | 3.0 | .333 | 0.0 | 0.0 |     | 0.0   | 1.0    | 1.0 | 0.0  |     |     | 1.0 | 0.0 | 2.0 |